# Alternança de generacions

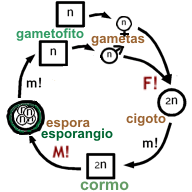
Cicle vital dels cormòfits

L'alternança de generacions, o metagènesi, fa referència a la característica que presenten alguns organismes d'alternar entre dos individus diferents al llarg del seu cicle vital.
En alguns grups vegetals podem trobar el següent cicle: l'esporòfit (diploide) mitjançant la meiosi generarà espores (n) que, un cop hagin germinat i madurat després de mitosi consecutives, donaran lloc a un gametòfit. Aquest, al seu torn, via mitosi crearà gàmetes els quals, prèvia fecundació i mitosis successives, donarà lloc a l'esporòfit.
Alguns fongs paràsits presenten alternança de generacions amb individus d'aspecte molt diferent que infecten hostes diferents (per exemple les espècies de Gymnosporangium
També algunes espècies d'animals poden presentar alternança de generacions, com és el cas dels cnidaris, que en alguns casos poden alternar entre una fase pòlip i una fase medusa.
En els haplodiplonts hi ha una fase haploide multicel·lular i una fase diploide multicel·lular. Per això hi ha dues generacions alternades d'individus, una diplont i una haplont (hi ha alternança de generacions). El zigot diploide es divideix per mitosi per a formar la generació diploide multicel·lular. En l'individu adult diploide es produeix la meiosi per a produir espores a partir de les quals es forma l'individu adult haploide per mitosi. Aquesta fase dona lloc als gàmetes que es fusionaran en un nou zigot, reiniciant el cicle. Aquest cicle de vida es dona en plantes, a l'individu haplont multicèl·lular l'hi diu gametòfit i a l'individu diplont multicèl·lular l'hi diu esporòfit. De vegades tant l'haplont adult com el diplont adult són similars entre si, i només els diferencia en l'anàlisi genètica i a l'aparèixer les seues estructures reproductives (com en l'enciam de mar o Ulva), llavors es diu que el cicle de vida és haplodiplont amb alternança "homofàsica" de generacions, o generacions isomorfs. De vegades l'haplont adult i el diplont adult són molt diferents entre si, com passa en les plantes terrestres, llavors es diu que el cicle de vida és haplodiplont amb alternança "heterofàsica" de generacions, o generacions heteromorfes. Quan tant el gametòfit com l'esporòfit són observables a primera vista, com passa en les molses i en les falgueres, es diu que l'alternança de generacions és ben manifesta. En les plantes amb llavor, només la fase diplont multicel·lular (esporòfit) és observable a primera vista, el gametòfit femení (que dona el gàmeta femenina) està tancat dins de l'òvul (que després es converteix en llavor), el gametòfit masculí (que dona el gàmeta masculí) està tancat dins del gra de pol·len.